# Emulsja Lippmanna
Emulsja Lippmanna – specjalny rodzaj niskoczułej i drobnoziarnistej emulsji fotograficznej o zdolności rozdzielczej ok. 2000–5000 linii/mm. Wynaleziona w 1891 r. przez Gabriela Lippmanna.
Składa się z bardzo drobnych ziaren bromku i chlorku srebra. Średnica tych ziaren wynosi 10–50 nm.
Stosowana w fotografii barwnej i holografii.